# Niet weglopen
Niet weglopen is een lied van de Nederlandse zanger en rapper Typhoon. Het werd in 2015 als single uitgebracht.

## Achtergrond
Niet weglopen is geschreven door Ali Reza Tahoeni, Dries Bijlsma, Glenn de Randamie en Rob Peters en geproduceerd door Bijlsma, Peters en A.R.T.. Het is een nummer uit het genre nederhop. In het lied rapt en zingt de artiest over blijven aanbieden van hulp na een ramp. Typhoon constateerde dat er vaak veel geholpen wordt in de periode direct na een ramp, maar dat daarna de belangstelling en daarmee ook de nodige hulp afneemt. Hij schreef het nummer om aan te moedigen om dat juist wel te doen, vooral hulp aan kinderen/jongeren. De rapper schreef het nummer voor 3FM Serious Request in 2015 en het nummer werd uitgeroepen tot themanummer. De opbrengsten van de single gingen ook naar de geldinzamelingsactie. Bij NPO 3FM werd het nummer daarnaast ook uitgeroepen tot 3FM Megahit.
Op de cover van de single is een profiel van Typhoon te zien, gemaakt door Jay Sunsmith. De videoclip voor het nummer werd opgenomen tijdens Serious Request en toont beelden van de actie, deelnemende dj's en Typhoon zelf.

## Hitnoteringen
Typhoon had succes met het lied in de hitlijsten van Nederland. Het piekte op de 93e plaats van de Nederlandse Single Top 100 en stond twee weken in deze hitlijst. De Nederlandse Top 40 werd niet bereikt; het kwam hier tot de derde plaats van de Tipparade.